# Ursula Ledóchowska

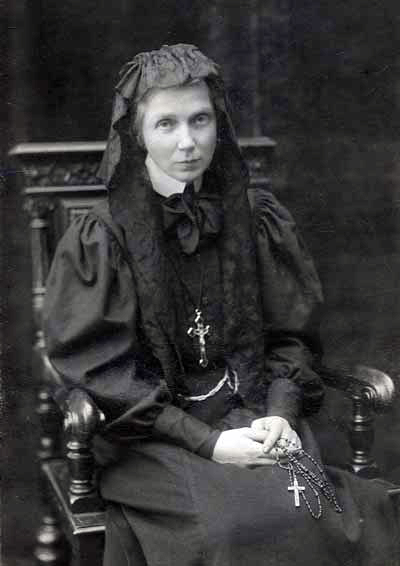
Ursula Ledóchowska (1907)

Ursula Ledóchowska (Loosdorf bij Sankt Pölten, 17 april 1865 - Rome, 29 mei 1939) was stichteres van de rooms-katholieke kloostergemeenschap Ursulinen van het Allerheiligste Hart van Jezus. Ze werd in 2003 heilig verklaard.

## Jonge jaren
Ursula werd geboren als Julia Ledóchowska uit een Poolse adellijke familie. Haar vader, graaf Antoni Ledóchowski, woonde sinds 1842 in Loosdorf in Neder-Oostenrijk, waar Julia Maria in 1865 werd geboren als dochter van zijn tweede vrouw, Josefine von Salis-Zizers, die uit een Zwitsers adellijk geslacht stamde. In 1874 verhuisden ze naar Sankt Pölten, waar Julia op het katholieke meisjesgymnasium van "Institut B.M.V." zat, een school die destijds gerund werd door de zogenaamde Englische Fräulein. In 1883 verhuisde de familie naar het landgoed van de graaf in Lipnica, 48 km van Krakau, in Galicië, dat in de 19e eeuw nog deel uitmaakte van het Oostenrijkse keizerrijk. In 1885 overleed Ledóchowski. Op 18 augustus 1886 trad Julia in bij de ursulinen in Krakau en nam een jaar later de kloosternaam Urszula aan. In 1904 werd zij tot moeder-overste van de kloostergemeenschap gekozen. In Krakau opende ze een tehuis voor studentes van de universiteit.

## Activiteiten
Vanaf 1907 was Ursula missionaris in Sint Katherina, een tehuis voor de katholieke Poolse jeugd van Sint-Petersburg, Rusland. Omdat rooms-katholieke instituten illegaal waren in het tsaristische Rusland, droeg ze burgerkleding. Toen de vervolging van katholieken in Rusland toenam, zag ze zich genoodzaakt uit te wijken naar Finland, dat toen een autonoom land onder de Russische kroon was. Ze vertaalde gebeden en liederen voor de meestal protestantse Finse vissers. In 1914, toen de Eerste Wereldoorlog uitbrak, werd ze het land uitgezet. Nadien werkte ze in Scandinavië. In Stockholm organiseerde ze geestelijke kringen en opende ze een school voor talenonderwijs en een huishoudschool. In Denemarken stichtte ze een weeshuis en bedelde ze voor oorlogsslachtoffers. In 1920 keerde ze met veertig zusters terug naar Pniewy. Met toestemming van Rome werd het zelfstandige klooster waar ze deel van uitmaakte veranderd in de nieuwe congregatie Ursulinen van het Heilige Hart van Jezus in Doodsangst. Omdat de nonnen een grijze habijt droegen werden ze ook wel grijze Ursulinen genoemd. Het klooster hield zich met name bezig met de zorg voor de jeugd. In 1928 stichtte ze een religieus centrum in Rome. In 1930 zond ze dertig zusters uit naar Frankrijk, om Poolse arbeidsters die daar werkten te ondersteunen. Op verzoek van paus  Benedictus XV verhuisde ze begin mei 1939 naar Rome om daar aan haar orde leiding te geven. Daar overleed ze binnen een maand na aankomst op 29 mei 1939. Zuster Ursula werd 74 jaar.

## Kerkelijke waardering
Op 20 juni 1983 heeft paus Johannes Paulus II tijdens zijn bezoek aan Polen Ursula Julia Ledóchowska zalig verklaard. Haar feestdag werd 29 mei. In 2003 werd ze heilig verklaard. In 2003 telde de door haar gestichte congregatie ongeveer 900 zusters verspreid over 12 landen in 100 gemeenschappen.

## Familie
De heilige Ursula Ledóchowska kwam uit een vrome familie. Haar zus Maria Theresia is ook zalig verklaard. Haar broer Wladimir Ledóchowski S.J. was generaal-overste van de Sociëteit van Jezus en haar neef Mieczysław Halka Ledóchowski aartsbisschop van Gniezno-Poznań.